# Donax hanleyanus
Donax hanleyanus is een tweekleppigensoort uit de familie van de Donacidae. De wetenschappelijke naam van de soort is voor het eerst geldig gepubliceerd in 1847 door Philippi.
Rechter en linker klep van hetzelfde exemplaar:

Rechter klep
Linker klep